# SD Worx
 (décembre 2017).
SD Worx est un prestataire international de services de ressources humaines et secrétariat social, dont le siège est situé en Belgique. La société fournit des services relatifs à l’emploi de personnel : calcul et administration des salaires, législation sociale, fiscalité et ressources humaines. Outre des services et des conseils, elle propose des logiciels spécialisés, des implémentations de logiciel ERP ainsi que des formations dans tous ces domaines. Les entreprises peuvent aussi s’adresser à SD Worx afin d’externaliser intégralement leurs processus payroll et RH.
SD Worx est active dans le domaine de l’emploi international dans plus de 90 pays, depuis ses propres bureaux ou via un réseau de partenaires. Dans l’ensemble de ces pays, l'entreprise propose des services locaux et internationaux. Plus de 4100 collaborateurs servent plus de 65 000 clients, tant des PME que de grandes organisations, dans les secteurs privé et public.
SD Worx assure ainsi le calcul des salaires de 4 400 000 travailleurs, ce qui en fait le deuxième fournisseur de services RH en Europe.

## Bureaux
SD Worx est présente en Belgique (siège), en Allemagne, en France, en Irlande, au Luxembourg, à Maurice, aux Pays-Bas, en Autriche, au Royaume-Uni et en Suisse.
En Belgique, SD Worx compte 31 bureaux (notamment son siège à Anvers, à Bruxelles et à Gand). La société a également 11 bureaux en Allemagne (notamment Francfort, Berlin et Munich).
SD Worx compte 5 bureaux aux Pays-Bas (notamment à Breda et Amsterdam), et autant pour le Royaume-Uni et l'Irlande. Elle compte encore 2 bureaux en France (Paris et Bidart), tout comme en Autriche (Vienne, Pasching), et 1 bureau au Luxembourg (Capellen), en Irlande, à Maurice et en Suisse.
Les autres pays sont desservis à partir d'un réseau de partenaires stratégiques : la Payroll Services Alliance. La Payroll Services Alliance dans son ensemble assure le calcul de 31 millions de salaires par mois.
En 2017, la société a enregistré un bénéfice total de 443 millions d’euros. 

## Historique
SD Worx est fondée en 1945 par Jozef Van den Eede sous le nom de Service social VEV, dans le giron du Vlaams Economisch Verbond. Dans la période de reconstruction qui a suivi la Seconde Guerre mondiale, les entreprises ont cherché à externaliser certaines de leurs tâches administratives.  Durant la première décennie, la clientèle du Service social VEV se constituait principalement de petites sociétés. Avec la reprise progressive de l’économie, l’augmentation du nombre de ses clients et la complexité croissante de la législation sociale, la société a fait de plus en plus appel à l’automatisation afin d'accroître l'efficacité de la production de documents et de calculs. En 1965, SD est le premier secrétariat social à introduire l'usage de l'informatique dans la gestion opérationnelle. Cela lui a également permis de pénétrer le marché des plus grandes entreprises.
En 1975, l’offre est élargie de la gestion du personnel à la gestion des ressources humaines au sens large. Le président-fondateur se retire en 1985, après 40 ans de service. Sa succession est assurée par Jan Van den Nieuwenhuijzen qui dirigera la société jusqu'en 2012. Steven Van Hoorebeke a pris la tête de la société dès 2013.
En 1997, la société connue jusqu’alors sous le nom de Service social VEV devient SD Worx et en 2008, elle adopte le slogan Result Driven HR.
SD Worx entame son expansion internationale par l’ouverture d’un bureau au Luxembourg en 2003, suivi d’une filiale aux Pays-Bas en 2005, de trois bureaux en France en 2007 et de trois bureaux en Allemagne en 2008. L'entreprise a également fondé la Payroll Services Alliance, réseau présent dans 20 pays. En 2015, SD Worx rachète CTB A&A aux Pays-Bas et constitue une coentreprise avec CTB Personele systemen. Elle a à présent cinq bureaux aux Pays-Bas.
En août 2015, Ceridian devient membre de la Payroll Services Alliance, ce qui permet à SD Worx d'être également active aux États-Unis et au Canada.
En 2016, SD Worx a repris à la fois le fournisseur de services RH allemand fidelis HR et les divisions britannique et irlandaise de Ceridian, y compris les activités à Maurice. SD Worx est ainsi présent dans dix pays. Grâce à l'adhésion d'Ascender, la Payroll Services Alliance peut aussi désormais accueillir des clients en Asie et en Océanie.
SD Worx Holding a repris le bureau d'intérim VIO Interim en 2017 et Flexpoint Group en 2018, et a ainsi conquis le marché en pleine croissance du travail flexible.   

## Sponsoring
La société limbourgeoise Flexpoint, acquise en 2018, sponsorisait l'équipe cycliste professionnelle féminine Team Flexpoint de 2005 à 2009. SD Worx a suivi la même stratégie de parrainage en devenant co-sponsor de l'équipe cycliste Boels-Dolmans en 2020. À partir de 2021, cette équipe a continué sous le nom de Team SD Worx. Depuis l'introduction de l'UCI World Tour féminin en 2016, l'équipe domine les différents classements.